# Magyar Regényírók Képes Kiadása

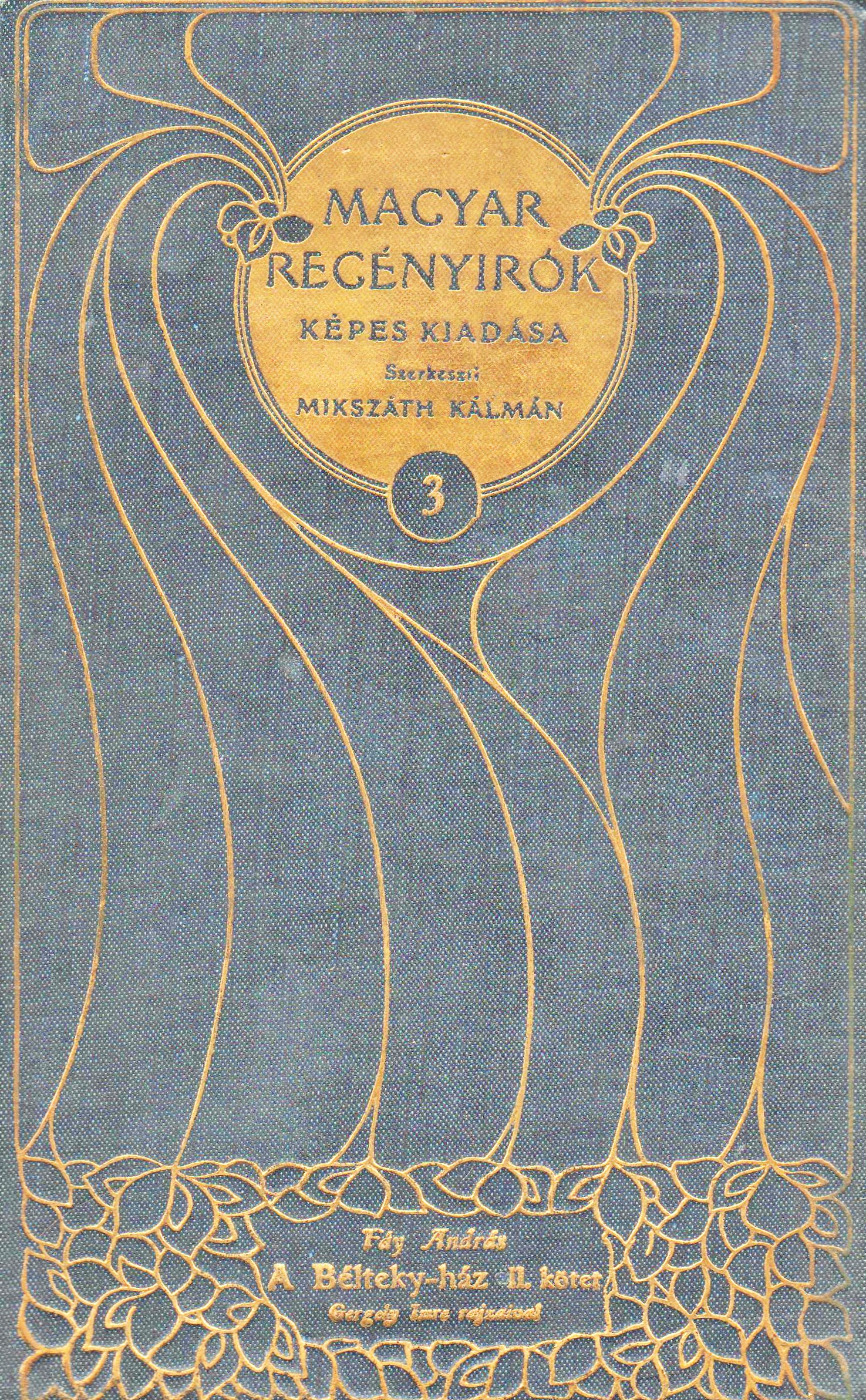
Másfajta borítódísz

A Magyar Regényírók képes kiadása egy 20. század eleji magyar szépirodalmi könyvsorozat volt, amelyet Mikszáth Kálmán és Schöpflin Aladár szerkesztett.

## Jellemzői
A Magyar Regényírók Képes Kiadása a korszak más szépirodalmi sorozataihoz hasonlóan egy nagy terjedelmű, azonos kiállítású kötetekből álló válogatás volt. Érdekessége volt, hogy nevéhez híven mindegyik kötet elején az adott író fekete-fehér arcképe volt megtalálható, illetve rövid bevezetések Mikszáth Kálmán tollából.  
Gulyás Pál bibliográfus Népkönyvtári címjegyzék című művében (1910) rámutatott arra, hogy a kötetek a 19. századi regényirodalom fejlődését jól reprezentálják, azonban egy kötetek csak irodalomtörténeti értékkel bírnak, a szélesebb olvasóközönséget kevésbé érdekelhetik, ezért csak nagyobb könyvtárakba javasolt a megvételük.

## Kötésváltozatai
A sorozat többféle kötésben jelent meg:
- aranyozott fekete vászonkötés stilizált növényi motívumokkal[1]
- aranyozott fekete vászonkötés aranyozott sorozatjelzéses szalaggal, kiadójelzéssel[2]
- aranyozott kék vászonkötés szerzővel, műcímmel, alatt aranyozott körben lévő stilizált növényi motívumokkal[3]
- színes magyar népi motívumokkal, vörös sorozatjelzéssel ellátott szürke vászonkötés (ld. oldalt)

## A sorozat részei
A sorozat kötetei a következők voltak:
- 1. Verseghy Ferenc. Gróf Kaczaifalvi László avagy a természetes ember. Egy igen mulatságos, tanulságokkal bővelkedő történet. Kőszeghy-Winkler Elemér rajzaival. (286 l.) 1911.
- 2–3. Fáy András. A Bélteky-ház. Tanregény. Gergely Imre rajzaivel. 2 kötet. (VIII, 359, 1 l., 100 kép., 368 l., 10 kép.) 1908.
- 4. Gaal József. Sirmay Ilona. Történeti regény. Wittich-Eperjesi Károly rajzaival. (XII, 293 l., 16 kép.) 1905.
- 5–7. Nagy Ignác. Magyar titok. Regény. Az eredeti kiadás képeivel. 3 kötet. (VIII, 334, 358, 370 l.) 1908.
- 8–9. Kuthy Lajos. Hazai rejtelmek. Regény. Pataky László rajzaival. 2 kötet. (XI, 357 l., 18 kép., 408 l., 15 kép.) 1906.
- 10–11. Jósika Miklós br. A csehek Magyarországon. Korrajz első Mátyás Király korából. 2 kötet. Kimnach László rajzaival. (VIII, 368, 2 l., 12 rajz., 352, 2 l., 9 rajz.) 1905.
- 12. Abafi. Regény. Winkler Elemér rajzaival. (298, 2 l., 15 kép.) 1908.
- 13–14. Az utolsó Bátori. Regény. Gergely Imre rajzaival. 2 kötet. 302, 286 l.) 1911.
- 15–16. Eötvös József báró. A falu jegyzője. Regény. Tull Ödön rajzaival. 2 kötet. (XI, 371, 406 l.) 1911.
- 17–18. Kemény Zsigmond báró. A rajongók. Regény. 2 köt. R. Hirsch Nelli rajzaival. (VIII, 302, 336 l.) 1908.
- 19–20. Zord idő. Regény három részben. 2 kötet. Tull Ödön rajzaival. (304 l., 12 kép., 4, 309, 1 l., 8 kép.) 1911.
- 21. Jókai Mór. Az új földesúr. Márk Lajos rajzaival. (XII. 346 l., 19 kép.) 1905.
- 22. A janicsárok végnapjai. Regény. –Az egyiptusi rózsa. Beszély. Gergely Imre rajzaival. (316, 2 l., 10 kép.) 1911.
- 23–24. Mire megvénülünk. Regény. Pogány Vilmos rajzaival. 2 köt. (266, 2 l., 9 kép., 298, 2 l., 10 kép.) 1909.
- 25. Az elátkozott család. Regény. Gergely Imre rajzaival. (325, 2 l., 12 kép.) 1912.
- 26. Pulszky Ferenc. A magyar jakobinusok. Történeti regény. Cserna Károly rajzaival. (XII, 326, 2 l., 21 kép.) 1909.
- 27. Podmaniczky Frigyes báró. Az alföldi vadászok tanyája. Regény. Heyer Arthur rajzaival. (XI, 295 l.) 1906.
- 28. Vas Gereben. Nagy idők, nagy emberek. Regény. Heyer Arthur rajzaival. (XI, 427, 1 l., 16 kép.) 1906.
- 29. A pörös atyafiak. Regény. Török Jenő és Winkler Elemér rajzaival. (362, 1 l., 15 kép.) 1907.
- 30. Garasos arisztokrácia és hat lebeszélés. Bér Dezső rajzaival. (4, 364, 1 l., 10 kép.) 1912.
- 31. Beöthy László. Goldbach & Comp. füszerkereskedése a »Kék Macská«-hoz. Regény. Homicskó Athanász rajzaival. (VIII, 290 l.) 1908.
- 32. Gyulai Pál. Egy régi udvarház utolsó gazdálja. –Nők a tükör előtt. –A vén színész. Bér Dezső rajzaival. (XIV, 312, 3 l., 11 kép.) 1911.
- 33. Degré Alajos. A száműzött leánya. Regény. Gergely Imre rajzaival. (VIII, 306 l.) 1906.
- 34. Toldy István. Anatole. Regény. Cserna Károly rajzaival. (VIII, 244 l.) 1906.
- 35. Pálffy Albert. Esztike kisasszony professzora. Regény. Márk Lajos rajzaival. (VIII, 332 l.) 1904.
- 36. Egy mérnök regénye. Regény. Jávor Pál rajzaival. (4, 370, 1 l., 10 kép.) 1911.
- 37. Baksay Sándor. Pusztai találkozás. –Patak banya. Elbeszélések. Winkler Elemér rajzaival. (VIII, 339, 2 l., 16 kép.) 1907.
- 38. Vadnai Károly. A kis tündér. Regény. Nagy Sándor rajzaival. (VIII, 296 l.) 1904.
- 39. Rákosi Jenő. A legnagyobb bolond. Regény.Czigány Dezső rajzaival. (XI, 366 l.) 1906.
- 40. Dóczy Lajos. Carmela.
- 41. Csiky Gergely. Az Atlasz-család. Regény. Neogrády Antal rajzaival. (VIII, 268 l.) 1904.
- 42–43. Beöthy Zsolt. Kálozdy Béla. Regény. Kacziány Ödön rajzaival. 2 kötet. (VIII, 255, 3 l., 16 kép., 379, 3 l. 15 kép.) 1908.
- 44–45. Iványi Ödön. A püspök atyafisága. Regény. Gergely Imre rajzaival. 2 kötet. (VIII, 235, 2 l., 15 kép., 269, 2 l., 16 kép.) 1905.
- 46–47. Wohl Stefánia. Aranyfüst. Regény. Kacziány Ödön rajzaival. 2 kötet. (VIII, 314, 2 l., 19 kép.-, 290, 2 l., 12 kép.) 1907.
- 48. Beniczkyné Bajza Lenke. Végzetes tévedés. Regény. Winkler Elemér rajzaival. (VIII, 329, 1 l., 16 kép.) 1909.
- 49. Tolnai Lajos. A báróné tensasszony. Regény. Kriesch Aladár rajzaival. (VIII, 340, 2 l., 15 kép.) 1905.
- 50. Az urak. Regény. Heyer Arthur rajzaival. (223 l., 15 kép.) 1909.
- 51. Mikszáth Kálmán. A beszélő köntös. Regény. –A gavallérok. Elbeszélés Neogrády Antal rajzaival. (219, 2 l., 16 kép.) 1907.
- 52. Gárdonyi Géza. A láthatatlan ember.
- 53. Justh Zsigmond. A pénz legendája. –Gányó Julcsa.
- 54. Justh Zsigmond. Fuimus.
- 55. Herczeg Ferenc. Pogányok. Regény. Pataky László rajzaival. (VIII, 293, 2 l., 15 kép.) 1905.
- 56. Fenn és lenn. Regény. Mühlbeck Károly rajzaival. (272 l.) 1908.
- 57. Bródy Sándor. A nap lovagja. Regény. Márk Lajos rajzaival. (XI, 248 l.) 1906.
- 58. Rákosi Viktor. Elnémult harangok. Regény. Grünwald Béla rajzaival. (300, 2 l., 15 kép.) 1905.
- 59–60. Mikszáth Kálmán. A Noszty fiú esete Tóth Marival. Regény. 2 kötet. Keményffi Jenő rajzaival. (XX, 316, 2 l., 12 rajz., 4, 312, 2 l., 12 rajz.) 1912.